# Agrostis macrathera
Agrostis macrathera é uma espécie de gramínea do gênero Agrostis, pertencente à família Poaceae.